# 杨寿镇
杨寿镇，是中华人民共和国江苏省扬州市邗江区下辖的一个乡镇级行政单位。

## 行政区划
杨寿镇下辖以下地区：
杨寿社区、东兴村、墩留村、方集村、新龙村、宝女村、爱国村和永和村。